# Cree Lake
Der Cree Lake ist ein See im Norden der kanadischen Provinz Saskatchewan.

## Lage
Der See hat eine Wasserfläche von etwa 1166 km² und ist damit der viertgrößte der Provinz. Er befindet sich westlich des Reindeer Lake und südöstlich des Lake Athabasca. Der Cree River entwässert den See nach Norden hin.
Der See ist nicht über Highways erreichbar. Es gibt jedoch Wasserflugzeuge, die den See ansteuern. Der Cree Lake (Crystal Lodge) Airport auf der Insel Ispatinow Island ist eine Landepiste, welche Crystal Lodge, eine “fly-in fishing lodge”, mit der Außenwelt verbindet. Es gibt keine Siedlungen am Ufer des Cree Lake.

## Seefauna
Folgende Fischarten kommen im Cree Lake vor: Glasaugenbarsch, Amerikanischer Flussbarsch, Hecht, Amerikanischer Seesaibling, Heringsmaräne, Coregonus, Quappe, Arktische Äsche, Catostomus commersonii und Catostomus catostomus.

## Inseln
Im Cree Lake befinden sich zahlreiche Inseln, viele davon ohne Namen.
Nennenswerte Inseln sind:
- Auriat Island
- Cowie Island
- Dahl Island
- Davies Island
- Dixon Island
- Fleming Island
- Ispatinow Island
- Johns Island
- Keeping Island
- Laurier Island
- Pelletier Island
- Prowse Island
- Ring Island
- Rogers Island
- Turner Island